# Stimmung (Psychologie)
Stimmung bezeichnet in der Psychologie eine Form des angenehmen oder unangenehmen Fühlens, das den Hintergrund menschlichen Erlebens bildet. Die Stimmung hängt hauptsächlich von der (biologischen) Gesamtverfassung des Individuums und seinem Befinden ab. Eine enge Beziehungen existiert auch zwischen Antrieb und Stimmung.
Veraltete Bezeichnungen zur Benennung von Stimmungen sind beispielsweise Gemüt oder Gemütsbewegung, Gemütsverfassung.
Typische Kennzeichen von Stimmungen:
- länger anhaltender emotionalen Zustand, der im Hintergrund mitschwingt
- verglichen mit Emotionen von geringerer Intensität
- Objektbezug oder Auslöser ist nicht immer zwingend erkennbar
- kein klares Ende oder Beginn, eher diffus
- immer mit positivem oder negativem Wert behaftet

## Definition
Im Lexikon der Psychologie wird Stimmung wie folgt definiert: „Länger andauernder Gefühlszustand, an dem die Gefühlsqualität und die Veranlagung zur Ausgeglichenheit oder Schwankungen dieser Qualität unterschieden werden.“
In Meyers Kleinem Lexikon Psychologie werden zwei Begriffe von Stimmung unterschieden:
- Im Gegensatz zum Affekt länger andauernde Gefühlslage, die dem Handeln und v. a. dem Erleben eine bestimmte Gefühlstönung beimischt (...)
- In der Verhaltensforschung: Bereitschaft, auf Grund der inneren Trieblage ein bestimmtes Verhalten durch entsprechenden Schlüsselreiz auslösen zu lassen. In Gruppen (...) kann durch St.übertragung diese Handlungsbereitschaft gesteigert werden.

Stimmungen unterscheiden sich von Gefühlen, Emotionen und Affekten dadurch, dass sie als zeitlich länger ausgedehnt erlebt werden (Stimmungsstabilität), allerdings auch gewissen situationsbezogenen Schwankungen unterworfen sind. Bei psychischen Erkrankungen oder Arteriosklerose des Gehirns kann es zu sehr starken unmotivierten Stimmungsschwankungen kommen. Stimmungen spielen eine wichtige Rolle in der Motivation. Erfahrungen erscheinen als durch Stimmungen „eingefärbt“: Bei trüber Stimmung beispielsweise wirkt die Welt „grau in grau“. Sie bezeichnen auch eine körperlich-psychische Gesamtverfassung. Sie können neben ihrem Angenehm- oder Unangenehmsein noch zahlreiche verschiedene Qualitäten besitzen, beispielsweise:
- „freudvolle Stimmung“
- „optimistische Stimmung“
- „melancholische Stimmung“
- „bedrohliche Stimmung“

## In Psychologie und Medizin
Viele Tätigkeiten des menschlichen Lebens können bewusst oder unbewusst als Strategien verstanden werden, Stimmungen zu verändern (vgl. Emotionale Intelligenz); so auch Daniel Goleman (in Emotionale Intelligenz, dt. 1996): „Alles, vom Lesen eines Romans oder vom Fernsehen bis zu den Aktivitäten und Freuden, für die wir uns entscheiden, kann als ein Bemühen aufgefasst werden, zu erreichen, dass wir uns besser fühlen.“
Stimmungen können auch Lernprozesse entscheidend initiieren und beeinflussen. Aus diesem Grund sollten Lehrende bei ihren Bemühungen für eine angenehme bzw. förderliche Stimmung sorgen, soweit es in ihrer Macht steht. Erfahrene Pädagogen wissen, wovon die Rede ist. Schließlich ist die Vermittlung von Erfolgserlebnissen (durch den Erziehenden oder mithilfe des Lernerfolgs selbst) während und nach Lernprozessen ein bedeutender Versuch, die Stimmung positiv zu beeinflussen, die die Lernprozesse produktiv begleitet und damit optimiert.
Andererseits können Stimmungen wie Angst, Trauer und solche, die mit der Verarbeitung persönlicher Probleme verbunden sind, Lernprozesse behindern. Wenn sich solche Stimmungen mehren oder wenn diese überhandnehmen, werden Lernprozesse beeinträchtigt. Auch die Planung von Interaktionen in sozialen Situationen kann beeinträchtigt sein. Interaktionen sind dann sozial unangemessen und von ungünstigen Absichten gesteuert. Sie wirken u. U. deplatziert und unwirksam. Unter solchen Gesichtspunkten könnte auch Willenskraft und Ichstärke eine Rolle spielen, ein Aspekt der Kontrolle und Planung von Stimmungen im Zusammenhang mit Lebens- und Lernplanung.
Extreme Stimmungsschwankungen wie bei der Bipolaren Störung können auf eine psychische Erkrankung hindeuten. In der Psychiatrie lassen sich Stimmungen erfolgreich durch Psychotherapie und Psychopharmaka beeinflussen. Aber auch körperliche Erkrankungen können die Stimmungslage entscheidend beeinflussen, so z. B. die Aussichten auf Heilung oder die Schwere der Erkrankung.

## In der Psychosomatik
Das Modell der Stimmung als Grundbegriff der Psychosomatik bezieht sich nach Thure von Uexküll auf das Subjekt, schließt damit psychologische oder physiologische Voraussetzungen in sich ein, ist aber von diesen Voraussetzungen nicht einseitig determiniert. Damit stelle es sich als dritter Weg neben Psychologie und Physiologie dar. Dieses Modell habe sich vor allem als nützlich erwiesen zum Verständnis der Bereitstellungskrankheiten. Stimmungen tragen wesentlich zur Entwicklung von wichtigen festen oder jeweils situationsbedingt neu festzulegenden Verhaltensweisen bei und somit von psychologisch bedingten und physiologisch wirksamen Einstellungen.
Thure von Uexküll (1908–2004) hat sich mit der biologischen Seite von Stimmungen befasst. Er kam zu der Überzeugung, dass Stimmungen funktionelle Zustände darstellen, in denen ein Organismus oder eine Mehrzahl von Organismen auf ein bestimmtes Verhalten „abgestimmt“, „eingestimmt“ oder bereitgestellt ist. Er bezog sich dabei auch auf Arbeiten seines Vaters Jakob Johann von Uexküll (1864–1944). Dieser hatte bei Organismen, die kein Nervensystem besitzen, wie etwa Seeigeln oder bei Verbänden von Lebewesen wie etwa Dohlenschwärmen entsprechende Abstimmungsmechanismen untersucht. Auf menschliche Verhältnisse übertragen weist Thure von Uexküll anhand verschiedener Fallbeispiele nach, dass Stimmungen Vorbedingung sind zur Entwicklung bewusster Handlungsmotive. Wo diese energetischen Abläufe nicht gewährleistet sind, d. h. wenn wesentliche innere oder äußere Hemmungen entgegenstehen, können sich Ausdruckskrankheiten oder Bereitstellungskrankheiten entwickeln.

## In der Philosophie
Ein philosophischer Ansatz zur Interpretation von Stimmungen bzw. „Gestimmtheit“ findet sich im Denken des deutschen Philosophen Martin Heidegger, unter anderem in dessen Hauptwerk Sein und Zeit (1927). Stimmungen sind wechselhaften Einflüssen unterworfen. Eine disharmonische Störung der Gefühlslage bzw. der Gestimmtheit wird als „Verstimmung“ bezeichnet. Heidegger bezeichnete diese Gestimmtheit auch als Befindlichkeit, siehe den Vorspann dieses Artikels.